# Augustine Danglmayr
Augustine Danglmayr (* 11. Dezember 1898 in Muenster, Texas; † 18. September 1992) war ein US-amerikanischer römisch-katholischer Geistlicher und Weihbischof in Dallas.

## Leben
Augustine Danglmayr empfing am 10. Juni 1922 das Sakrament der Priesterweihe für das Bistum Dallas.
Am 24. April 1942 ernannte ihn Papst Pius XII. zum Titularbischof von Olba und zum Weihbischof in Dallas. Der Apostolische Delegat in den Vereinigten Staaten, Erzbischof Amleto Giovanni Cicognani, spendete ihm am 7. Oktober desselben Jahres die Bischofsweihe; Mitkonsekratoren waren der Bischof von Dallas, Joseph Patrick Lynch, und der Weihbischof in Chicago, William David O’Brien.
Am 22. August 1969 trat Augustine Danglmayr als Weihbischof in Dallas zurück.